# Лодрино
Лодрино (італ. Lodrino) — муніципалітет в Італії, у регіоні Ломбардія, провінція Брешія.
Лодрино розташоване на відстані близько 460 км на північний захід від Рима, 90 км на схід від Мілана, 23 км на північ від Брешії.
Населення — 1692 особи (2014).

## Демографія
Населення за роками:

Станом на 1 січня 2023 року в муніципалітеті офіційно проживало 112 іноземців з 14 країн, серед них 21 громадянин країн Євросоюзу.

## Сусідні муніципалітети
- Касто
- Маркено
- Марментіно
- Пертіка-Альта
- Таверноле-суль-Мелла